# Il·lustració mèdica

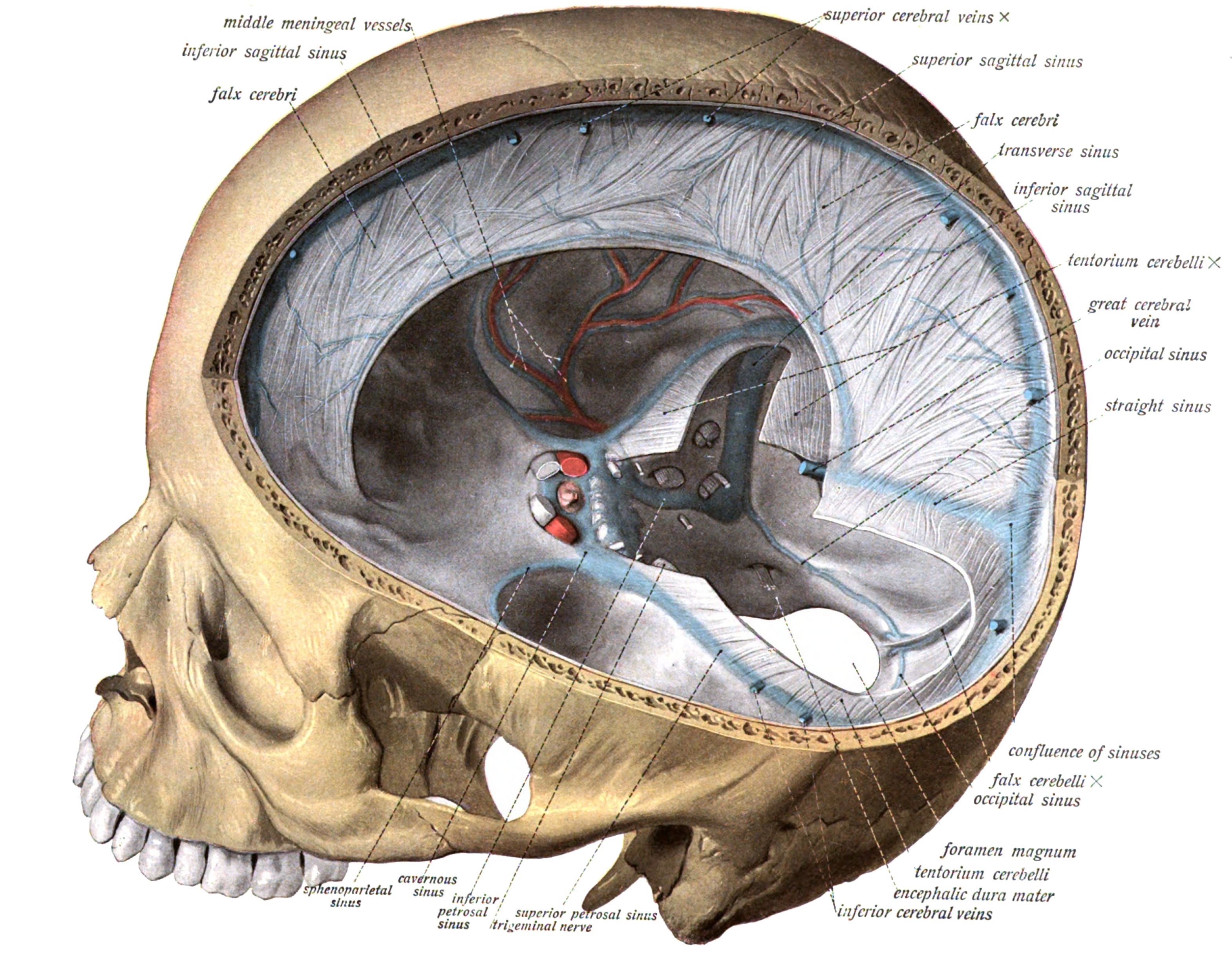
Il·lustració anatòmica de la dissecció d'un crani mostrant-ne les meninges. Una il·lustració de 1909 de lAtlas i llibre de text Sobotta de l'Anatomia humana

La il·lustració mèdica és una disciplina artística aplicada que desenvolupen il·lustradors mèdics professionals. Un il·lustrador mèdic interpreta i crea imatges per ajudar a explicar i divulgar aspectes del coneixement mèdic i biològic. A més de crear aquest material, fa d'assessor i administrador dins del camp de la comunicació biomèdica. Un il·lustrador mèdic certificat contínuament rep formació sobre medicina, ciència i art.
Les il·lustracions mèdiques es creen tant amb tècniques digitals com tradicionals i poden aparèixer en llibres de medicina, anuncis mèdics, revistes científiques, vídeos documentals, animacions, web, programes d'aprenentatge a través de l'ordinador, exposicions, conferències, revistes de divulgació i televisió. Encara que la majoria de la il·lustració mèdica és dissenyada per ser impresa, també es creen il·lustracions en tres dimensions, creant models anatòmics didàctics, simuladors de pacients i pròtesis facials.